# Società Sportiva Ponziana 1940-1941
Questa voce raccoglie le informazioni riguardanti la Società Sportiva Ponziana nelle competizioni ufficiali della stagione 1940-1941.

## Rosa
| N. |                   | Ruolo | Calciatore         |
| -- | ----------------- | ----- | ------------------ |
|    | Italia (bandiera) | P     | Alessandro Bonetti |
|    | Italia (bandiera) | D     | Cesare Caproni     |
|    | Italia (bandiera) | C     | Fausto Comar       |
|    | Italia (bandiera) | A     | Marino Covacich    |
|    | Italia (bandiera) | D     | Marcello Cuffersin |
|    | Italia (bandiera) | D     | Mario De Bortoli   |
|    | Italia (bandiera) | D     | Giorgio Dobrilla   |
|    | Italia (bandiera) | A     | Guerrino Fain      |

| N. |                   | Ruolo | Calciatore         |
| -- | ----------------- | ----- | ------------------ |
|    | Italia (bandiera) | D     | Giordano Gasperini |
|    | Italia (bandiera) | A     | Virgilio Gerin     |
|    | Italia (bandiera) | A     | Arturo Pausler     |
|    | Italia (bandiera) | A     | Renato Rudes       |
|    | Italia (bandiera) | C     | Tullio Tarlao      |
|    | Italia (bandiera) | C     | Tullio Tramarin    |
|    | Italia (bandiera) | P     | Egidio Umer        |